# 118-й батальйон шуцманшафту
118-й батальйон шуцманшафту (нім. 118 Batalion Schutzmannschaft або SchutzmannschaftsBtl 118) — колабораціоністський підрозділ допоміжної поліції, створений німецькою окупаційною владою навесні 1942 року в Києві. До його складу увійшли здебільшого радянські військовополонені, деякі члени розпущеного німцями Буковинського куреня та мобілізована сільська молодь з Київщини. Хоча в батальйоні служили значною мірою етнічні українці, його ряди поповнили й немало  представників інших національностей СРСР, головно росіян та білорусів. 
Підрозділ очолював німецький майор Еріх Кернер, проте вагому роль у керівництві відігравав й колишній старший лейтенант Червоної армії Григорій Васюра. Восени 1942 року поліцейське формування перекинули до Білорусі, де шуцмани проводили збройні операції проти радянських партизан та брали участь у каральних акціях проти цивільного білоруського і єврейського населення. Влітку 1944 року членів батальйону передислокували до Франції, де вони перейшли на бік місцевого підпілля.
118-ий батальйон найбільш відомий участю у спаленні білоруського села Хатинь 22 березня 1943 року. Пізніше частина винних у цьому та інших злодіяннях колабораціоністів була засуджена та страчена. В останні роки діяльність згаданого підрозділу стала предметом інструменталізації історії та пропаганди з боку російських медіа.

## Історія

### Формування
З кінця 1941 — початку 1942 року німці розгорнули формування численних охоронних та поліційних підрозділів на окупованих територіях СРСР, основним контингентом яких стали місцеві мешканці та радянські військовополонені. Однією із таких допоміжних частин став 118-й охоронний батальйон, комплектування якого почалося навесні 1942 року в Києві. У перші 2 роти набрали колишніх червоноармійців, вихідців із центральних та східних областей УРСР, що напередодні війни закінчили пришвидшені курси офіцерської підготовки, потрапили в полон і зголосились на службу в поліції. Надалі цих вояків, які склали основний кістяк батальйону, розквартирували в казармах на вулиці Левашовській. Багато хто із них вважав перехід на бік нацистів способом врятувати свої життя у суворих німецьких таборах. Окремих осіб штовхали на такий крок передвоєнні сталінські репресії чи загибель рідних під час Голодомору. 
Вербування поліцейського підрозділу продовжилася влітку. У червні до нього приєднали 3-ту роту 115-го батальйону шуцманшафту, яка внаслідок такої структурної реорганізації стала першою ротою у 118-му. Її солдати раніше служили у Буковинському курені — напіввійськовому формуванні мельниківців, учасники якого прибули до Києва восени 1941 року й долучилися до творення місцевої допоміжної поліції, на яку покладали обов'язок забезпечення громадського порядку і безпеки у місті. Наприкінці грудня німці розгорнули репресії проти українських націоналістичних активістів, зокрема гестапо арештувало та стратило декілька десятків буковинців. Сам курінь був розпущений за націоналістичну діяльність, що йшла всупереч політиці окупаційної адміністрації. Частина буковинців перейшла до підпільної роботи в організаційних структурах ОУН(м), тоді як чимало інших — з антикомуністичних чи загалом опортуністичних міркувань — потрапило до складу шуцманшафту. На думку шведського історика Пера Андерса Рудлінга, буковинські добровольці стали «елітою» збройного формування. Водночас, твердження про участь останніх у розстрілах євреїв у Бабиному Яру, висунене ще в радянську добу, продовжує залишатись дискусійним.
Додатковим контингентом батальйону стала мобілізована сільська молодь з Київської області, котру німці сприймали як найменш «отруєну» більшовицькою пропагандою верству населення. Юнаків запевнили у тому, що вони охоронятимуть Києво-Печерську лавру, залізничні вузли, банки і складські приміщення. Після проходження медкомісії і заповнення необхідних анкет вони ставали новобранцями. Хоча для вигляду добровільності їх запитували, чи бажають вони служити у збройному формуванні, жодної альтернативи, окрім відправлення до Німеччини чи дезертирства, вони не мали. Згадані рекрути не отримали ні уніформи, ні зброї. Жодних військових навчань також не проводилося.

### Структура
У батальйоні водночас існували як німецька комендатура, керівником якої був майор Еріх Кернер (нім. Erich Körner), так і власне шуцманська, яку очолював спочатку колишній радянський майор Іван Шудра, а згодом — полковник Костянтин Смовський, в минулому старшина армії УНР та контрактовий майор польської армії. Дублювалося також керівництво рот і взводів. Посаду начальника штабу зі сторони німців обіймав Еміль Засс (нім. Emil Zass), а зі сторони колабораціоністів — спершу червоноармієць Коровін-Корнієць, а з грудня 1942 — колишній старший лейтенант РСЧА Григорій Васюра, що раніше пройшов школу пропагандистів при Східному міністерстві. Командири з середовища шуцманів виконували роль заступників німецьких офіцерів й підофіцерів і мали вкрай обмежену владу над частиною. Нерівність їхнього становища проявлялася навіть у величині зарплатні: начальник штабу зі сторони колабораціоністів одержував 39 марок й виконував функції завгоспа, тоді як німецький командир мав 200 марок. Тільки з наростанням інтенсивності антипартизанської боротьби зарплату шуцманам підвищили.

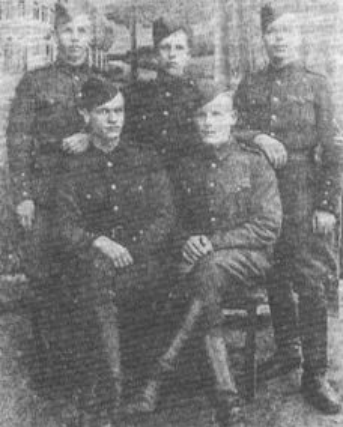
Шуцмани другої роти

Батальйон отримав для обмундирування литовський та латвійський однострої, а на озброєння — німецькі гвинтівки, декілька мінометів, легкі гармати калібру 48 мм та радянські кулемети системи «Максим» і «Дегтярьова». Німці носили зелену поліцейську форму. Загальна кількість бійців, за різними даними, коливалась від 270 до 500 осіб. Британський дослідник Філіп В. Блуд у своїй книзі Hitler's Bandit Hunters оцінює чисельність підрозділу станом на червень 1943 року у 397 осіб. Батальйон мав у своєму складі 3 стрілецькі роти, мінометний та господарський взводи і 2 гарматні розрахунки. До кожної роти входило по три взводи, які своєю чергою складалися з декількох відділень чисельністю від 10 до 13 осіб. Налічувалось близько 40 німецьких офіцерів-наглядачів (нім. Aufsichtsoffiziere). Першу роту очолював гауптман Ганс Вельке та дублер з шуцманів, колишній мельниківець Осип-Корнило Винницький (він же К. Радзевич), другу — Герман і Микола Франчук (згодом ппор. Сандула), третю — Мюллер та Іван Нарадько. Найбільш активність проявляли перша та третя рота, тоді як друга, вочевидь, займалася вирішенням питань матеріально-технічного характеру.
Між вихідцями з різних регіонів, між рядовими та офіцерами існувала явна відмінність та суперництво, яке розгорталось під наглядом німецьких командирів. Хоча Еріх Кернер вважався номінальним керівником батальйону, однак з огляду на 56-річний вік та слабке здоров'я майора на практиці повсякденними операціями керував начальник штабу 27-річний Васюра. Останній підтримував у батальйоні жорстку дисципліну грубою силою й терором, як стосовно командного складу, так і щодо цивільного населення. На суді колабораціоністи стверджували, що Васюра власноруч розстрілював євреїв, котрі переховувалися у білоруських лісах, і одного разу вбив хлопчика-підлітка за кишенькову крадіжку на залізничній станції у Новоєльні. Васюра теж не надто схвально відгукувався про своїх «товаришів по службі», характеризуючи їх як «зграю бандитів, для яких головне — грабувати і пиячити».

### 1942-1943
Бойові дії проти радянських партизан шуцмани розгорнули в липні 1942 року поблизу сіл Обовищі, Клівіни і Товстий Ліс в околицях містечка Хабне, де батальйон поніс перші значні втрати з загоном партизан. Останні володіли кількісною та якісною перевагою, мали кавалерію та артилерію. В листопаді батальйон перекинули до Чернігівської області. Наприкінці осені 1942 вже обстріляний підрозділ, який довів високу надійність в боях, відправили до Білорусі. Керуючись принципом «поділяй і володарюй», німці таким чином намагалися спровокувати напруження й міжнаціональні конфлікти, на які б спрямовувалися основні потуги місцевого руху опору. Водночас окупанти побоювались, аби українські колабораціоністи, перебуваючи в безпосередньому контакті з українським населенням, не звернули своєї зброї проти німецького війська. Лише взимку 1942—1943 років декілька десятків солдат 118-го батальйону втекли до УПА на Волині або перейшли на сторону білоруських партизан.
В Мінську солдати підрозділу пройшли тижневий вишкіл, переорганізацію й доукомплектування. На той момент до нього входили не лише українці, але й чимало росіян і білорусів, вихідців із кавказького регіону (на кшталт вірменина Хачатуряна або осетина Іскандерова), декілька поляків й татар та, як стверджують дослідники Андрій Дуда та Володимир Старик, навіть чотири євреї: Зубров, Гусаров, Давід і Швець. Місцем дислокування штабу, першої і третьої роти стали села Логойськ та Плещениці, тоді як друга сотня була кинута на пошуки дезертирів й перебувала з грудня 1942 по лютий 1943 поблизу Слуцька. Перший час шуцмани були залучені до охорони транспортних комунікацій та патрулювання території. З початком 1943 року діяльність батальйону зосередилась навколо ведення операцій проти руху опору. Так, в одному із перших лісових боїв поблизу Плещениць члени бойової частини розбили радянську партизанську групу, яка зазнала значних втрат у живій силі та позбулася 17 возів військового спорядження.
Як зазначає шведський історик Пер Андерс Рудлінг, посилаючись на документи з радянських архівів та рішення судів СРСР і Канади, в окупованій Білорусі 118-й батальйон був залучений у безжалісний план терору. Його члени брали участь у жорстоких репресивних акціях проти цивільного білоруського населення. Жертвами карального підрозділу стали мешканці сіл Чмелевичі, Дальковичі, Котелі, Заріч'я, Боброво, Уборок, Маков'я, Осови, Нова Вілейка. Шуцмани, заходячи в населений пункт, грабували та підпалювали будинки, а самих мешканців зганяли до якого-небудь амбару й спалювали живцем або розстрілювали. 26 липня 1943 року поліцейські виявили у Налібоцькій пущі близько 50 євреїв із групи партизанів Бельських, що переховувалися від німців у землянках. За розпорядженням Васюри та іншого колишнього радянського офіцера, Василя Мелешка, їхні криївки закидали гранатами та простріляли з автоматів. Упродовж 1943—1944 років бійці поліцейського підрозділу залучались до операцій «Hornung», «Draufgänger», «Cottbus», «Hermann», «Wandsbeck», «Regenschauer» і наступальної «Fruhlingsfest» проти радянських партизан та меншою мірою проти польського підпілля. Збройні акції здійснювали спільно зі 115, 102 та 101 батальйонами шуцманшафту, Російською визвольною армією, балтійськими, угорськими та власне білоруськими підрозділами.

### 1943-1944
З середини 1943 місцем дислокування військової частини стала зона Березини, а згодом — район Новогрудка. Штаб батальйону розмістився у місті Ліда. Друга сотня спершу перебувала у місті Щучин, а упродовж з листопада 1943 до травня 1944 базувалась у селі Лаздуни Ів'євського району. З жовтня 1943 по червень 1944 перша сотня розташовувалась в містечку Ів'є, в околицях якого вела бойові дії з радянськими та польськими партизанами, часто вдаючись до нічних виступів.
Як пишуть дослідники Дуда і Старик, у грудні 1943 року командири 118 батальйону, діючи без відома німців, уклали угоду про перемир'я з підрозділом Армії Крайової поблизу містечка Ів'є. Сторони домовились уникати сутичок, і як прояв доброї волі, полякам повернули захоплених у них коней. Такий стан замирення протривав до початку 1944, коли польські партизани порушили угоду й розстріляли дев'ятьох полонених батальйону; їх поховали у селі Василішки. Шуцман Ю. Пасічник наводить інший випадок угоди про перемир'я, укладеної в квітні 1944, з польським загоном капітана Лєха. Йому передувало захоплення солдатами АК стрільця Ярослава Похмурського, котрого відвели до штабу й допитали на предмет бойового стану підрозділу. У відповідь командування 118-го батальйону взяло у заручники чолових польських мешканців міста, змушуючи партизан звільнити полоненого. Справу вдалось залагодити, і з даного приводу голова тамтешнього фільварку влаштував прийняття, на яке запросили командування першої сотні й впливових польських мешканців. Угода про перемир'я тривала до 22 травня 1944, коли батальйон капітана Лєха спробував знищити розквартировану в Ів'є роту шуцманів. Поляки не змогли досягти ефекту несподіваності й були розбиті. 
На Гродненщині 118-ий батальйон, перенумерований на 63-ий, діяв до потужного радянського наступу у червні 1944, зазнав суттєвих втрат, внаслідок чого формування спішно відвели до Східної Пруссії. Тут шуцманів долучили до складу поліцейської бригади СС «Зіглінг», котра, своє чергою, в липні стала 30-ою російською дивізією СС. З більшої частини 63-го та 62-го (колишній 115) батальйонів було утворено 2-ий батальйон 76-го полку цієї дивізії. Останній, за словами бійця Володимира Катрюка, налічував від 500 до 600 осіб. 
Невдовзі оновлений підрозділ перекинули до французького Безансона. Втім, участі в боях проти руху опору його бійці так і не взяли, оскільки вже 27 серпня 1944 вони майже в повному складі перейшли на бік французького підпілля. На його основі було утворено 2-й український батальйон імені Тараса Шевченка (фр. Le 2 Bataillon Ukrainien des Forces Francaices de L’Interier) на чолі з французьким майором Віктором Петі та колишнім майором Армії УНР Олександром Негребецьким. Єдиним винятком стало відділення під командуванням О. Панькова, яке несло вартову службу і не було сповіщено. Після переходу колабораціоністів до «макі» німці роззброїли цей відділ і помістили вояків до концтабору в місцевості Ширмек, де вони перебували до кінця війни; підофіцери Паньків та Петренко були розстріляні гестапо поблизу міста Бельфор. Після завершення війни багатьом солдатам, що входили до 118-ого батальйону, пощастило оминути видачі до СРСР і вони продовжили службу в Французькому Іноземному Легіоні на території Алжиру та згодом Індокитаю, зокрема у в'єтнамському Гайфонзі.

### Причетність до спалення Хатині
Російсько-американський історик культури та антрополог, професор Принстонського університету Сергій Ушакін
22 березня 1943 року бійці 118-го батальйону спільно з військовослужбовцями сумновідомого німецького «зондер-батальйону СС Дирлевангер», у складі якого були й російські роти, взяли участь у знищенні мешканців білоруського села Хатинь. Спершу жителів били і грабували, здійснюючи насильство над жінками. Потім мешканців, які не встигли сховатись, зігнали зі своїх осель до дерев'яної стодоли розміром 12х10 метрів, зачинили двері, обклали соломою й підпалили з кількох сторін. Через певний час двері впали, а люди стали вибігати з будівлі, охопленої полум'ям. По вцілілим відкрили вогонь з кулеметів, автоматів та гвинтівок. За словами одного зі свідків на подальшому судовому процесі, котрому пощастило вижити, за стаціонарним кулеметом розмістився командир відділення першого взводу першої роти Володимир Катрюк. Загинуло 149 білоруських селян, зокрема 75 дітей.
Радянський Союз розпочав у 1970-х роках переслідування можливих учасників знищення села із числа вояків батальйону. 1975 року був засуджений та страчений Василь Мелешко, а у 1987 — Григорій Васюра, засуджені також інші вояки батальйону. В 1999 році Федеральний суд Канади розглянув справу Катрюка, котрий у 1951 перебрався до цієї країни, і прийшов до висновку, що останній емігрував під чужим іменем та отримав громадянство шляхом надання неправдивої інформації. Суд не знайшов у його діях доказів того, що він брав участь у військових злочинах, проте підтвердив, що Катрюк служив у 118 батальйоні під час Другої світової війни. В цей же час Центр Симона Візенталя помістив його у десятку найбільш розшукуваних нацистських злочинців.

## Оцінки дослідників та висвітлення у ЗМІ

### В науковій літературі
Історія 118-го батальйону шуцманшафту залишається малодослідженою темою, і здебільшого розглядається у світлі участі даного формування в спаленні Хатині. В СРСР участь радянських громадян у військових злодіяннях намагались не афішувати, дотримуючись спрощеного й прямолінійного наративу, що Хатинь та інші білоруські села були справою рук «німецьких фашистів». В поодиноких публікаціях, в яких про 118 батальйон все-таки згадували, його членів описували як збіговисько «карних злочинців, куркульських виплодків та боягузів». Перший детальний репортаж про колабораціоністів з'явився лише 10 листопада 1990 року, коли головна московська газета «Робітнича трибуна» вийшла зі статтею-передовицею «Невідома Хатинь». Дана публікація, з одного боку, справедливо викривала радянську версію про залучення винятково німецьких окупантів, але з іншого перекладала відповідальність на бандерівців. Через два тижні білоруська газета «На славу Батьківщини» надрукувала інтерв'ю з Віктором Глазковим, підполковником запасу і суддею у справі Васюри. Останній заявив про безпідставність звинувачень на адресу ОУН-Б, зазначивши:
Діяльність батальйону була описана в апологетичній книзі українських істориків Андрія Дуди та Володимира Старика «Буковинський Курінь в боях за українську державність» 1995 року, створеній на матеріалах особистих архівів та спогадах учасників 115-го і 118-го батальйонів. Втім, книга була розкритикована за героїзацію буковинських добровольців, що приєднались до шуцманшафту, та ігнорування вчинених ними злодіянь. 
Не отримало підтримки в науковому середовищі й твердження, запропоноване Володимиром Косиком, згідно з котрим 118-ий батальйон нібито прибув на територію Білорусі тільки в липні 1943 року і, відповідно, не брав участі у спаленні Хатині. 
Кандидат історичних наук Іван Дерейко висловив припущення, що справи Васюри та Мелешка були сфабриковані в СРСР для компрометації діяча української діаспори Володимира Катрюка. 
Дисертаційне дослідження Наталії Петрушкевич 1999 року носить більш ґрунтовний характер, проте подібно до монографії Андрія Боляновського «Українські військові формування в збройних силах Німеччини» опирається на слабку джерельну базу через відсутність станом на той момент доступу до білоруських архівів. Найбільш детальними є праці шведського історика Пера Андерса Рудлінга, котрий провів масштабну роботу по опису бойового шляху та військових злочинів 118 батальйону. Існує й виданий Національним архівом Республіки Білорусь у 2009 році збірник документів та матеріалів «Хатынь. Трагедия и память».

### Ототожнення з УПА
Набула поширення помилкова тенденція ототожнювати членів 118-го батальйону з представниками західноукраїнського націоналістичного підпілля. Спекуляції на цю тему час від часу зринали у пострадянській пресі, у висловлюваннях проросійських політиків. Так, голова Прогресивно-соціалістичної партії України Наталія Вітренко свого часу заявила, що Хатинь нібито спалили вояки ОУН і для підсилення враження поіменно назвала «націоналістів-карателів», вказуючи на їх «військові звання в УПА»: «курінний Смовський, пан капітан Васюра, чотовий Мелешко», хоча жоден із перелічених не був членом Організації українських націоналістів і не служив в Українській повстанській армії. 
Деякі відверто неправдиві твердження потрапили навіть в наукові публікації. Так, в книзі «Карательные акции в Беларуси» стверджувалося, що у знищенні Хатині начебто брав участь легіон Нахтігаль на чолі з Романом Шухевичем, який, втім, був розформований ще в 1941. Старший викладач Барановицького державного університету Михайло Володимирович Кобрін взагалі повважав військове формування переважно білоруським («220 білорусів, 20 українців і 30 німців»).
Не відповідає дійсності й твердження, що в Чернівцях встановлений пам'ятник, присвячений каральному підрозділу. Насправді йдеться про монумент героям Буковинського куреню, що об'єднує під одною назвою 4 різні українські військові частини: формування в складі Армії УНР, власне Буковинський курінь, Буковинську українську самооборонну армію та підрозділ, що входив до складу УПА-Захід. Відтак, на ньому вигравійовані 3 дати: 1918, 1941, 1944.
На тлі Євромайдану та війни на Донбасі питання участі колабораціоністів з України у військових злочинах, зокрема в Хатині, стало активно використовуватись сучасною російською пропагандою. Так, 28 березня 2014 року, тобто відразу після Революції гідності, на платформу Youtube було завантажено фільм «Ганебна таємниця Хатині», який випустила ще 2008 р. російська компанія «Супер Реалити» на замовлення Єдиної телерадіомовної системи Збройних сил РФ. Як вказують дослідники, мета фільму полягала в максимальному ототожненні співробітників карального підрозділу з українськими націоналістами, засудженні української історичної політики та формуванні образу України як агресивної фашистської держави. Подібну риторику повторив міністр культури РФ Володимир Мединський в картині російського пропагандиста Аркадія Мамонтова «Бандерівці: кати героями не бувають».
Хоча до складу 118-го батальйону справді належали окремі учасники Буковинського куреню, проте, як зазначає кандидат політичних наук Михайло Басараб, ці випадки не дозволяють паплюжити весь український націоналістичний рух опору, так само як злодіяння деяких радянських солдат не свідчать про злочинну сутність всієї Червоної армії. На його думку, «не можна всіх рівняти під одну лінійку, не можна висмикувати поодинокі факти для обливання брудом сотень тисяч, а то і мільйонів, невинних борців та жертв».